# Мухаммад Джахангир-мирза
Мухаммад Джахангир (ок. 1396—25 июня 1433) — царевич из рода Тимуридов, правитель Гиссара, правнук Тамерлана.

## Биография
Один из старших правнуков Тамерлана, родился при жизни Тимура. Его отцом был Мухаммад Султан, любимый внук Тимура и его официальный наследник. Матерью царевича была Михр Аги Хазаре. Когда  в 1403 году его отец умер, он был ещё мальчиком.
После смерти прадеда в 1405 году внук Тамерлана Халиль-Султан стал государем, а Мухаммед Джахангир получил титул хана. Халиль-Султан позже вступил в междоусобную войну с другими Тимуридами, но был побеждён Шахрухом. Встретил Шахруха в Джаме.
В 1409 году получил от Шахруха города Гиссар и Сали-Сарай. Позднее вступил в междоусобную войну, поскольку его опекуны не могли принять победу Шахруха. Весной 1410 года Мухаммед-Джахангир прибыл в лагерь мятежников по приглашению шейха Нуррадина. Его прибытие не заставило жителей сдать Самарканд, чего добивались мятежники. Вся территория Мавераннахра, кроме Самарканда была под властью мятежников.
Войско Шахруха вышло из Герата, Улугбек и верные Шахруху эмиры и царевичи присоединялись к нему с войсками, в ходе войны был занят Шахрисябз. Нуррадин и Мухамед-Джахангир отошли от Самарканда. 12 июля 1410 года они были разгромлены Шахрухом и его союзниками. Шахрух отправил воинов в Гиссар, которые восстановили там порядок и Мухаммед-Джахангир остался правителем Гиссара до самой смерти в 1433 году.
Одной из его жен была дочь Шахруха Марьям Султан Ага, ставшая женой в 1413 году.